# امیگریت
امیگریت (به انگلیسی: Emigrate) گروهی آلترنتیو متال است که در شهر نیویورک آمریکا پایه‌گذاری شده‌است. رهبر این گروه ریچارد کراسپ، نوازندهٔ گروه رامشتاین است.

## تاریخچه
کراسپ در سال ۲۰۰۵ گروه را هنگامی که رامشتاین تصمیم به عدم برگزاری کنسرت و ضبط ترک کرده بود، تأسیس کرد. کراسپ در بسیاری از مصاحبه‌ها تأکید کرد که ایدهٔ تشکیل گروه امیگریت هنگام آلبوم مادر (آلبوم رامشتاین) در ذهن او به وجود آمده‌است.
گروه تاکنون دو آلبوم رسمی و چند سینگل منتشر کرده‌است.

## اعضا

### اعضای فعلی
- ریچارد کراسپ - خوانندهٔ اصلی و گیتار لید (از سال ۲۰۰۵ تا به حال)
- اولسن اینولتینی - گیتار ریتم (از سال ۲۰۰۵ تا به حال)
- آرنو ژیرو - گیتار بیس، خوانندهٔ فرعی (از سال ۲۰۰۵ تا به حال)
- مارگو بوسیو - گیتار ریتم، خوانندهٔ فرعی (از سال ۲۰۰۷ تا به حال)
- جو لتز - درامر اجراهای زنده (از سال ۲۰۰۸ تا به حال)
- میکو سیرن - درامر آهنگ‌های استودیویی (از سال ۲۰۱۳ تا به حال)

### اعضای پیشین
- هنکا یوهانسن - درامر گروه (۲۰۰۸–۲۰۰۵)

## آلبوم‌ها

### آلبوم‌های استودیویی
- Emigrate 2007

### تک‌آهنگ‌ها
- My World
- New York City
- Temptation
- Eat You Alive

## موزیک ویدئوها
- My World
- New York City
- Eat You Alive
- Silent So Long 2014